# Puente ferroviario de Seiça
El Puente Ferroviario de Seiça es un puente sobre la Ribera de Seiça, localizada en el ayuntamiento de Ourém, parte del Distrito de Santarém, en Portugal

## Historia
El puente fue inaugurado en 1864, el mismo día del Túnel de Chão de Maçãs, siendo ambas obras parte de la principal conexión ferroviaria del país, la Línea del Norte, que une las ciudades de Lisboa y Porto.